# Пйотр Ожґа (підкоморій)
Пйотр Ожґа з Осси гербу Равич (пом. між 4 червня і 6 жовтня 1671) — польський шляхтич, урядник Республіки Обох Націй (Речі Посполитої).

## Біографія
Батько — Пйотр Ожґа з Осси гербу Равич (пом. 1623) — шляхтич, державний діяч Республіки Обох Націй, коронний референдар, дипломат. Мати — Ева Нарайовська. В 1612 році навчався у Льовені. З 19 грудня 1622 до березня 1653 року був писарем земським львівським. З 4 березня 1653 року став підкоморієм львівським. Брав активну участь в політичному та громадському житті Руського воєводства.
В 1663 році разом з львівським каштеляном Анджеєм Максиміліяном Фредром став на чолі посполитого рушення. 1665 року пов'язався сильніше з прихильниками короля Яна ІІ.
Був дідичем Ліська, Милятина, Новосельців у Руському, Волинському воєводствах. 1666 року брав приватні мита в Брикові на тракті з Волощини через Язловець на Львів. Каспер Несецький подав, що був фундатором приоздоблення каплиці святого Станіслава Костки в костелі у Львові.
На нього був скоєний напад, в якому, зокрема, брав участь підстолій подільський Станіслав Александер Фредро.
4 червня 1671 року підписав заповіт.

### Сім'я
Перша дружина — Ґризельда з Романовських, сини:
- Миколай — загинув 1655 року під Охматовом
- Єжи — львівський підчаший, батько київського єпископа РКЦ Яна Самуеля Ожґи.

Друга дружина — Гелена Остроменська. Діти: Якуб — стольник холмський; Анна — дружина волинського каштеляна Єжи Вельгорського; Тереза — дружина подільського хорунжого Доброгоста Хоцівського.